# Воскресенська волость (Олександрівський повіт)
Воскресенська волость — історична адміністративно-територіальна одиниця Олександрівського повіту Катеринославської губернії.
Станом на 1886 рік складалася з 4 поселень, 4 сільських громад. Населення — 10348 осіб (5241 чоловічої статі та 5107 — жіночої), 1453 дворових господарства.
|                     | Площа, десятин | У тому числі орної, дес. |
| ------------------- | -------------- | ------------------------ |
| Сільських громад    | 31646          | 28965                    |
| Приватної власності | —              | —                        |
| Казенної власності  | —              | —                        |
| Іншої власності     | 395            | 279                      |
| Загалом             | 32041          | 29244                    |

Основні поселення волості:
- Воскресенка — село при річці Кінській за 97 верст від повітового міста, 3913 осіб, 502 двори, православна церква, школа, 2 лавки, 2 ярмарки на рік.
- Пологи — село при річці Конці, 2888 осіб, 393 двори, православна церква, школа, 2 лавки, щорічний ярмарок.
- Федорівка (Бурлацька) — село при річці Гайчул, 3090 осіб, 489 дворів, православна церква, школа, 3 лавки, 2 ярмарки на рік.